# Gabriel Osorio
Gabriel Osorio Vargas (Quinta Normal, Santiago, 25 de febrero de 1984) es un director de cine y académico chileno. Obtuvo un Premio Óscar por su cortometraje animado Historia de un oso (2015), siendo el primero de la industria cinematográfica de dicho país.

## Biografía
Osorio cursó su educación básica en el Colegio Gabriela Mistral, la media, en el Colegio Colegio Pedro de Valdivia Agustinas y la superior, en la Universidad de Chile, donde en 2005 se recibió de licenciado en artes plásticas con mención en pintura.
Fundó en 2008 con la ilustradora y licenciada en Artes Plásticas Antonia Herrera, María Elisa Soto-Aguilar (diseñadora gráfica y prima de Antonia) y el comunicador audiovisual Patricio Escala, la productora audiovisual Punkrobot, donde ha dirigido series animadas infantiles para televisión (Flipos, Muelin y Perlita, y Soccer Girls) y avisos comerciales.
Dirigió el cortometraje animado Historia de un oso (2014), que al año siguiente ganó una serie de festivales cinematógraficos y al subsiguiente un Oscar en la categoría mejor cortometraje animado en la 88.ª edición, premio que compartió con el productor Patricio Escala. Con Antonia Herrera lanzó a mediados de 2016 la historia en un libro álbum. Como explican los autores, la idea original del premiado cortometraje de animación en 3D nació alrededor del 2009 en una «croquera antigua con dibujos hechos con lápiz y papel», por lo que el libro es un retorno a los orígenes.
El 21 de junio de 2016 fue declarado Hijo Ilustre de Quinta Normal, la comuna donde creció. El mismo año fue invitado por la Academia de Artes y Ciencias Cinematográficas para votar en los Premios Óscar de 2017.
Está casado con Antonia Herrera y la pareja tiene un hijo, Bruno. Hace clases en la Universidad de Las Américas, donde imparte junto con su esposa el Taller Proyecto 3D I y II.

## Filmografía
- Flipos, serie televisiva, (2010)
- Historia de un oso, cortometraje de animación en 3D, (2014)
- Star Wars: Visions Volume 2 (2023) ("In the Stars")

## Libros
- Historia de un oso, cuento ilustrado conjuntamente con Antonia Herrera; Zig-Zag, 2016